# St. Peter und Paul (Rohrdorf)

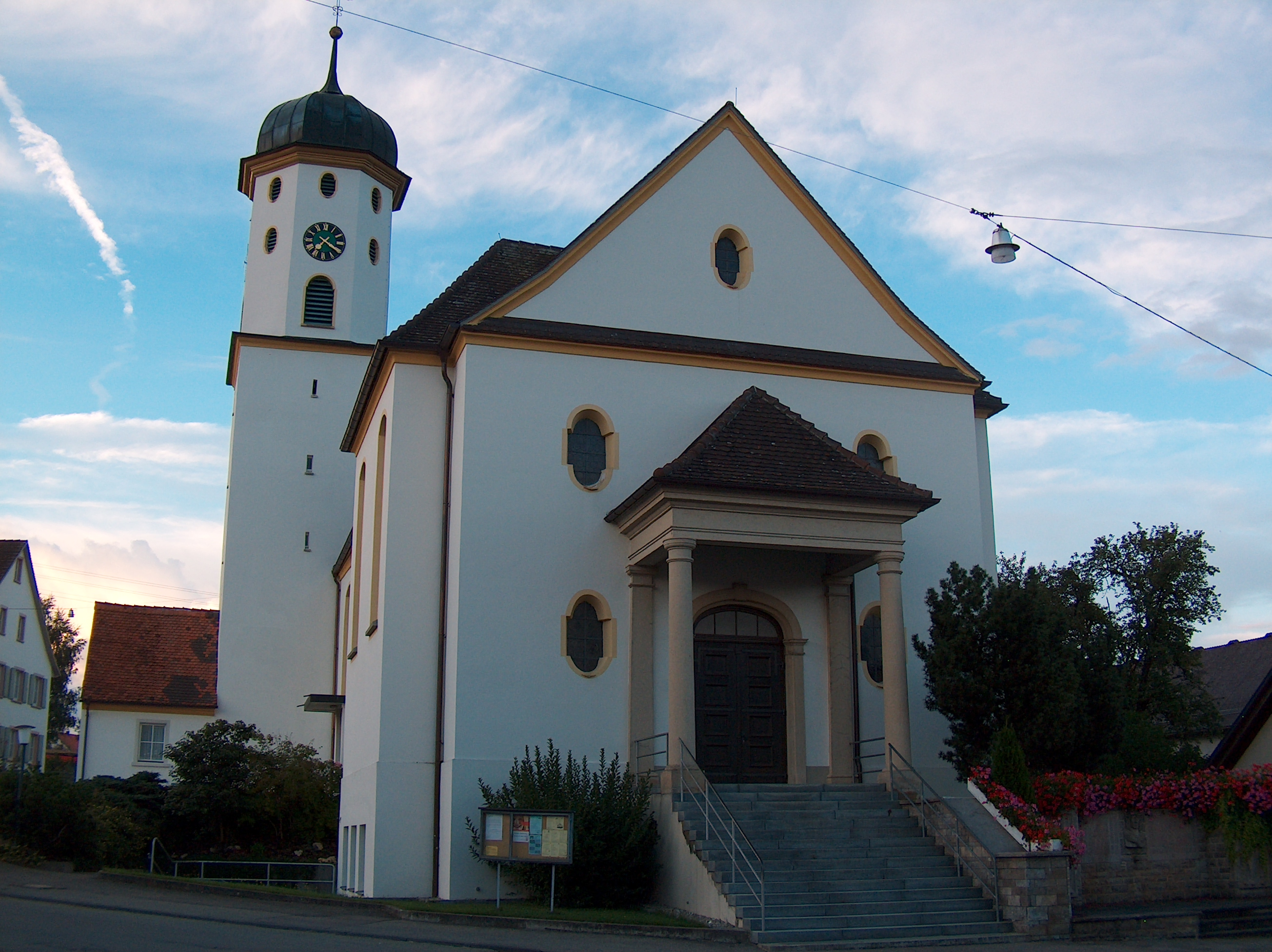
St. Peter und Paul in Rohrdorf

Die römisch-katholische Pfarrkirche St. Peter und Paul steht in Rohrdorf, einem Ortsteil der Stadt Meßkirch im Landkreis Sigmaringen in Baden-Württemberg. Die Pfarrei gehört zum Erzbistum Freiburg. Das Bauwerk ist beim Landesamt für Denkmalpflege Baden-Württemberg als Baudenkmal eingetragen.

## Beschreibung
Die 1712 bis 1715 als Barockkirche vermutlich von Hofbaumeister Johann Georg Brix erbaute und in den 1930er Jahren erweiterte Saalkirche bestand ursprünglich aus einem 16 m langen und 9,20 m breiten Langhaus und einem eingezogenen, dreiseitig geschlossenen Chor im Norden. Der Turm (ein Wehrturm) ist 32 m hoch und ein sogenannter Chorflankenturm auf quadratischem Grundriss an der Westwand des Chors, der zur Unterbringung der Turmuhr und des Glockenstuhls achteckig aufgestockt und mit einer Zwiebelhaube bedeckt wurde. Die Sakristei befindet sich im Westen des Chorflankenturms.
1935 bis 1936 wurde die Kirche um 10 m verlängert und um 2,60 m verbreitert. Unter diesem Neubauteil wurde ein Luftschutzraum eingebaut. Vor der eingezogenen Fassade im Süden führt eine Freitreppe zu einem Vorbau mit säulengestütztem Architrav, der das Portal beschützt.
Zur Kirchenausstattung gehört ein um 1725 gebauter Hochaltar stammt aus der Franziskanerinnenklosterkirche Unlingen. Er wird von Statuen flankiert, die von Felizian Hegenauer stammen. Das Altarretabel mit der Darstellung der Kreuzigung Christi hat 1798 Johann Fidelis Wez gemalt. 1939 erhielt die Kirche eine Orgel mit elektropneumatischen Membranladen II/12 + 2 Transmissionen von M. Welte & Söhne. Sie wurde 1993 von der Orgelbauwerkstatt Harald Rapp renoviert und ist original erhalten.